# Geri Müller

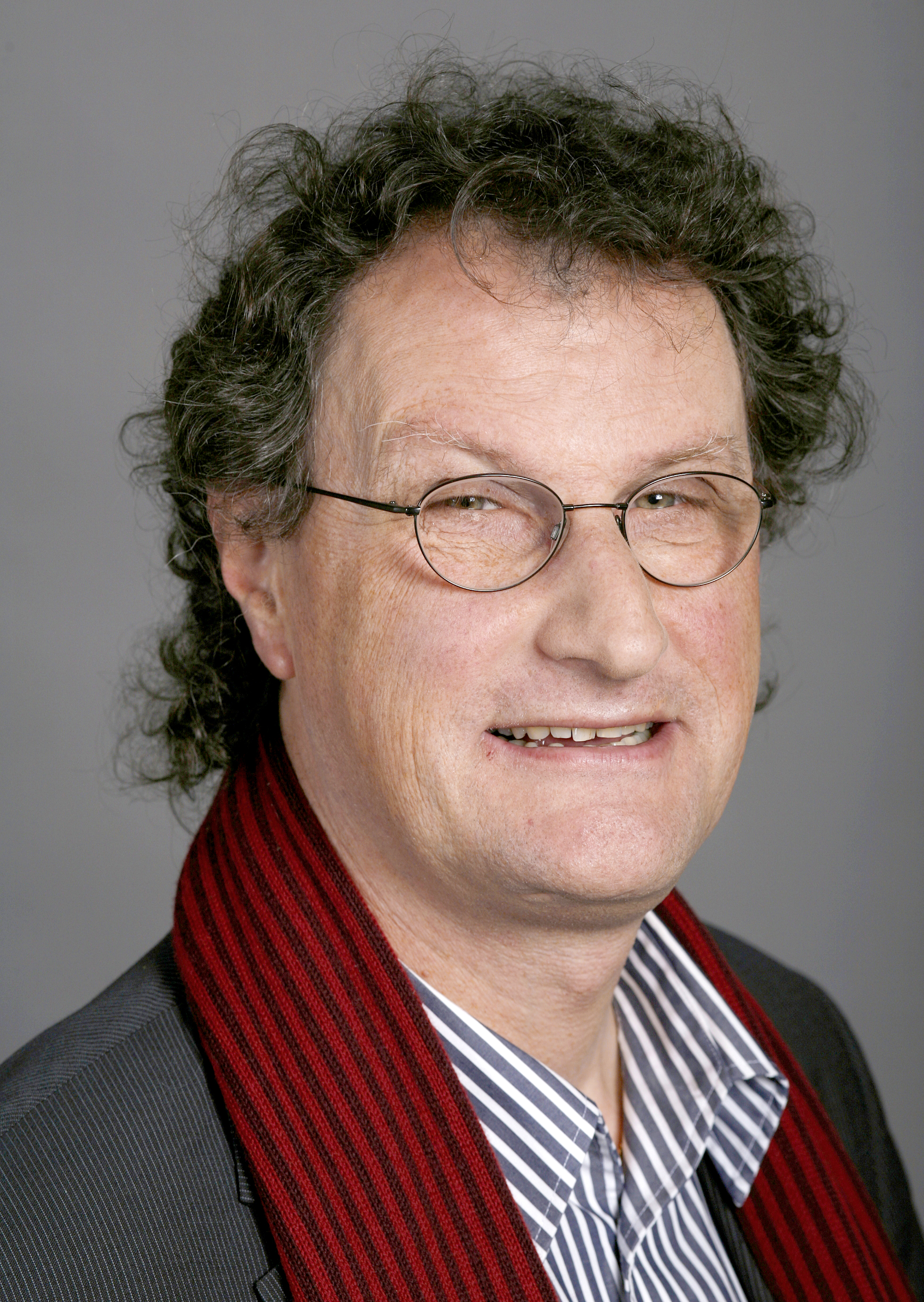
Geri Müller (2007)

Geri Müller (* 27. Oktober 1960 in Brugg; heimatberechtigt in Turgi; bürgerlich Gerhard Hermann Müller Behrens) ist ein ehemaliger Schweizer Politiker (team baden, Grüne). Von 2013 bis 2017 war er Stadtammann von Baden und von 2003 bis 2015 Nationalrat.

## Biografie
Müller wuchs im aargauischen Turgi auf. Sein Vater war Schreiner, die Mutter Hausfrau. Politisiert wurde er im Alter von 15 Jahren durch die Atomfrage, weswegen er auch gegen das geplante Kernkraftwerk Kaiseraugst demonstrierte. Als junger Erwachsener musste er ein halbes Jahr wegen Militärdienstverweigerung ins Gefängnis.

## Beruf
Von 1984 bis 1987 liess Geri Müller sich zum psychiatrischen Pflegefachmann ausbilden. 1987 gründete er die Vereinigung von Kunstschaffenden Gibellina-Arts und 1991 den Gibellina-Verlag und mehrere Plattenlabels. Von 1988 bis 1994 arbeitete er als selbständiger Filmemacher. 1989/1990 betreute er eine sozialtherapeutische Wohngruppe. Von 1991 bis 2005 war er Berufs- und Sekundarschullehrer und gab Integrations- und Sprachkurse. Von August 2020 bis Januar 2023 war er Schulleiter der Primarschule und des Kindergartens Bodenacker in Brugg. Heute arbeitet er selbständig als Berater in Baden.

## Politik

### Laufbahn
In Baden ist Geri Müller in der Lokalpartei team baden tätig. 1991 bis 1993 war er dort Einwohnerrat. 1995 bis 2003 vertrat er die Grüne Partei im Grossen Rat des Kantons Aargau und war in den Kommissionen «Fachhochschulen», «Gesundheit», «Aufgabenteilung Kanton-Gemeinden», «Aufgaben- und Leistungsüberprüfung der Verwaltung» und «Erziehung, Bildung und Kultur» tätig. Ab 1999 hatte er auch das Fraktionspräsidium inne. 2003 bis 2015 war er Mitglied des Nationalrats, wo er der Aussenpolitischen Kommission und der Geschäftsprüfungskommission angehörte. Von Ende 2007 bis Ende 2009 präsidierte er die Aussenpolitische Kommission (APK). 2010 kandidierte er auf einem Dreierticket seiner Fraktion für den Bundesrat.
1999 koordinierte Müller den «Global March» gegen die weltweite Kinderarbeit. Ab 2003 war er Präsident der Schweizerischen Energiestiftung (SES) und war Co-Präsident der Sektion Aargau/Solothurn des Schweizer Berufsverbandes der Pflegefachfrauen und Pflegefachmänner (SBK) mit Sitz in Bern. Er ist Präsident der Gesellschaft Schweiz-Palästina und Sekretär der Parlamentariergruppe Schweiz-Palästina.
Von 2006 bis 2017 war Müller Stadtrat (Mitglied der Stadtregierung) der Stadt Baden. Er war zunächst Vizeammann und für den Bereich Bildung zuständig. 2013 wurde er in das Amt des Stadtammanns gewählt, das aufgrund der Wahl von Stephan Attiger in den Regierungsrat vor dem Ablauf der Legislaturperiode Ende 2013 neu besetzt werden musste.
Am 18. August 2014 wurde Geri Müller durch den Stadtrat von Baden vorübergehend von seinen Aufgaben als Stadtammann entbunden. Auslöser dafür war eine Affäre um Nackt-Selbstbilder am Arbeitsplatz, die Müller verschickt hatte, sowie eine durch ihn bei der Kantonspolizei Bern ausgelöste Anhaltung und Befragung der ursprünglichen Empfängerin der Bilder durch die Stadtpolizei Baden. Dies wurde bekannt durch einen Artikel von Chefredaktor Patrik Müller in der Zeitung Schweiz am Sonntag. Als Auslöser für die Publikation in der Angelegenheit um die privaten Bilder gilt Sacha Wigdorovits, der von verschiedenen Medien als Drahtzieher einer Kampagne gegen Geri Müller bezeichnet wurde. Bis zur Klärung der Situation übernahm Vizeammann Markus Schneider die Aufgaben Müllers. Am 2. September 2014 entschied Müller, sein Amt als Stadtpräsident von Baden weiter wahrzunehmen, der Stadtrat beschloss daraufhin, dass Vizeammann Markus Schneider vorübergehend die Ressorts führe und diese später unter den übrigen Regierungsmitgliedern aufgeteilt werden sollen. Müller konnte nur die ihm per Gesetz zugeordneten Funktionen behalten. Anfang November erhielt Müller die Ressorts Finanzen und Stadtentwicklung zurück, das Ressort Standortmarketing wurde aber der Stadträtin Ruth Müri zugeteilt.
Für die Affäre um sein Nacktselfie erhielt er am 4. Dezember 2014 die satirische Auszeichnung Schneemann des Jahres, einen Jurypreis des Arosa Humor-Festivals. Müllers ehemalige Chat-Partnerin wurde 2016 von der Staatsanwaltschaft Jura-Seeland in Biel per Strafbefehl zu einer bedingten Geldstrafe verurteilt. Sie wurde der Beschimpfung, üblen Nachrede, versuchten Nötigung, Urkundenfälschung und des unbefugten Aufnehmens von Gesprächen schuldig befunden.
Am 24. September 2017 wurde Müller als Stadtammann von Baden abgewählt, ebenso als Mitglied des Stadtrates.
Der Schweizer Presserat kritisierte den Artikel von Chefredaktor Patrik Müller in der Schweiz am Sonntag scharf, es gebe kein öffentliches Interesse an der Berichterstattung, damit habe die Zeitung die Privat- und Intimsphäre von Geri Müller auf schwere Weise verletzt. 2018 kam es zu einer aussergerichtlichen Einigung zwischen dem Verlag AZ Medien und Geri Müller. Die AZ Medien und Patrik Müller haben gegenüber Geri Müller «ihr Bedauern über die Unannehmlichkeiten ausgedrückt, die er dadurch erlebt hat». Zu den Einzelheiten der Einigung wurde Stillschweigen vereinbart. Das von Geri Müller gegen Patrik Müller angestrengte Strafverfahren wurde aufgrund des aussergerichtlichen Vergleiches von der Staatsanwaltschaft eingestellt.

### Positionen
Müller gehörte dem linken Flügel der Grünen an. Die Mehrzahl seiner bisherigen Vorstösse im Nationalrat behandelten energiepolitische Fragen. Als Nichtmitglied der Kommission für Umwelt, Raumplanung und Energie blieb seine Einflussnahme im umweltpolitischen Bereich jedoch begrenzt.
Neben den umweltpolitischen Themen engagierte sich Müller für aussenpolitische Fragen, insbesondere Fragen zum Nahostkonflikt. Im Parlament gehörte er zu den schärfsten Israel-Kritikern. Für seine Israel-Kritik wurde Müller von der Öffentlichkeit, aber auch parteiintern wiederholt kritisiert. So meint Georg Kohler, emeritierter Professor für Philosophie der Universität Zürich, dass Müllers unbedachte Wortwahl «antisemitische Äusserungen salonfähig» macht. Antisemitismusforscher Aram Mattioli von der Universität Luzern attestiert Müller eine «allzu unkritische Sympathie für gewisse Positionen von Hamas und eine allzu israelkritische Haltung». Jan Jirát, Journalist der linken Zeitung WOZ Die Wochenzeitung, meint, Müller sei jemand, der sich «unbedarft und unreflektiert an die Seite von Antisemiten und Verschwörungstheoretikerinnen stellt».

## Kritik
Geri Müller nahm am 31. Dezember 2008 an einer von der Gesellschaft Schweiz-Palästina organisierten Kundgebung als Redner teil. Dies wurde schon im Vorfeld von Nationalräten verschiedener Parteien, die ebenfalls der APK angehören, kritisiert. Nach deren Auffassung ist es nicht statthaft, dass der Präsident der APK bei einer Demonstration zu einem aussenpolitischen Thema auftritt. Im selben Jahr bestritt Müller, Irans Präsident Mahmud Ahmadinedschad strebe die Vernichtung Israels an, und bezeichnete den Iran als Demokratie, was ebenfalls Kritik hervorrief.
Kritik erntete Geri Müller im Jahr 2010 durch ein Interview, das er der antisemitischen Verschwörungsbewegung «We Are Change Switzerland» (WAC) gab. Die Hintergründe dazu wurden durch den Sektenforscher Hugo Stamm im Tages-Anzeiger veröffentlicht. Kritikpunkte waren vor allem Müllers Zweifel gegenüber der offiziellen Version zu den Terroranschlägen vom 11. September 2001 und auch, dass er nach Behauptungen des Amateurreporters, die grossen Nachrichtenagenturen würden von Juden kontrolliert, nicht auf Distanz gegangen sei oder Einspruch erhoben habe. Zudem verglich er die Situation im Gazastreifen mit der des Holocausts. Diese Art von Holocaust-Relativierung wird als sekundärer Antisemitismus bezeichnet.
Anfang 2012 empfing Müller hochrangige Vertreter der Change-and-Reform-Partei des Palästinensischen Legislativrates (PLC) und der radikal-islamistischen Partei Hamas, die auf der Terror-Finanzierungsliste des US-Finanzministeriums stehen. Die sogenannte SDN-Liste verbietet im Rahmen der Terrorismusbekämpfung den Finanzverkehr mit den drei Personen. Müller sagte auf Nachfrage, die Vorwürfe gegen seine Gäste, unter anderem die Mitverantwortung für antisemitische Propaganda und der Aufruf zu Selbstmordattentaten, seien «juristisch nicht bestätigt». Obwohl Geri Müller von diesen Vorwürfen wusste, lud er seine Gäste ins Bundeshaus ein.